# Hydraecia intacta
Hydraecia intacta là một loài bướm đêm trong họ Noctuidae.